# Passage d'Enfer
Le passage d'Enfer est une voie du 14e arrondissement de Paris située entre le boulevard Raspail et la rue Campagne-Première.

## Situation et accès
Ce passage part du boulevard Raspail, parallèle à la rue Campagne-Première vers le sud-ouest. À l'autre extrémité, il fait un coude à 90° pour rejoindre la rue Campagne-Première. De nos jours, c'est une voie privée, fermée par des grilles à ses extrémités, qui présente la particularité d'être toujours pavée.
La station de métro la plus proche du passage d'Enfer est Raspail, sur les lignes 4 et 6.

## Origine du nom
Il tire son nom de l'ancien nom du boulevard Raspail, « boulevard d'Enfer » (qui mène place Denfert-Rochereau), et plus précisément du chemin de ronde de la barrière d'Enfer qui longeait l'ancien mur des Fermiers généraux, chemin qui partait de la fin de la rue d'Enfer. Selon diverses sources, ce nom proviendrait à la fois du « bois d'Enfer » qui couvrait ce plateau, et de la « porte de Fer » (dite « porte Saint-Michel » ou « porte Gibard »), qui ouvrait au sud l'enceinte de Philippe Auguste vers Orléans.

## Historique
Cette voie est ouverte en 1857 par l'architecte Félix Pigeory et prend sa dénomination la même année.
Les décrets des 22 janvier et 27 mars 1852, favorisant l’amélioration des logements des ouvriers, a permis la création du passage, appelé « cité ouvrière d’Enfer » ou « cité de M. Cazeaux ». Le PLU de Paris classe les immeubles au titre de bâtiments protégés. La numérotation est continue, et non pas alternée, comme pour les autres voies.

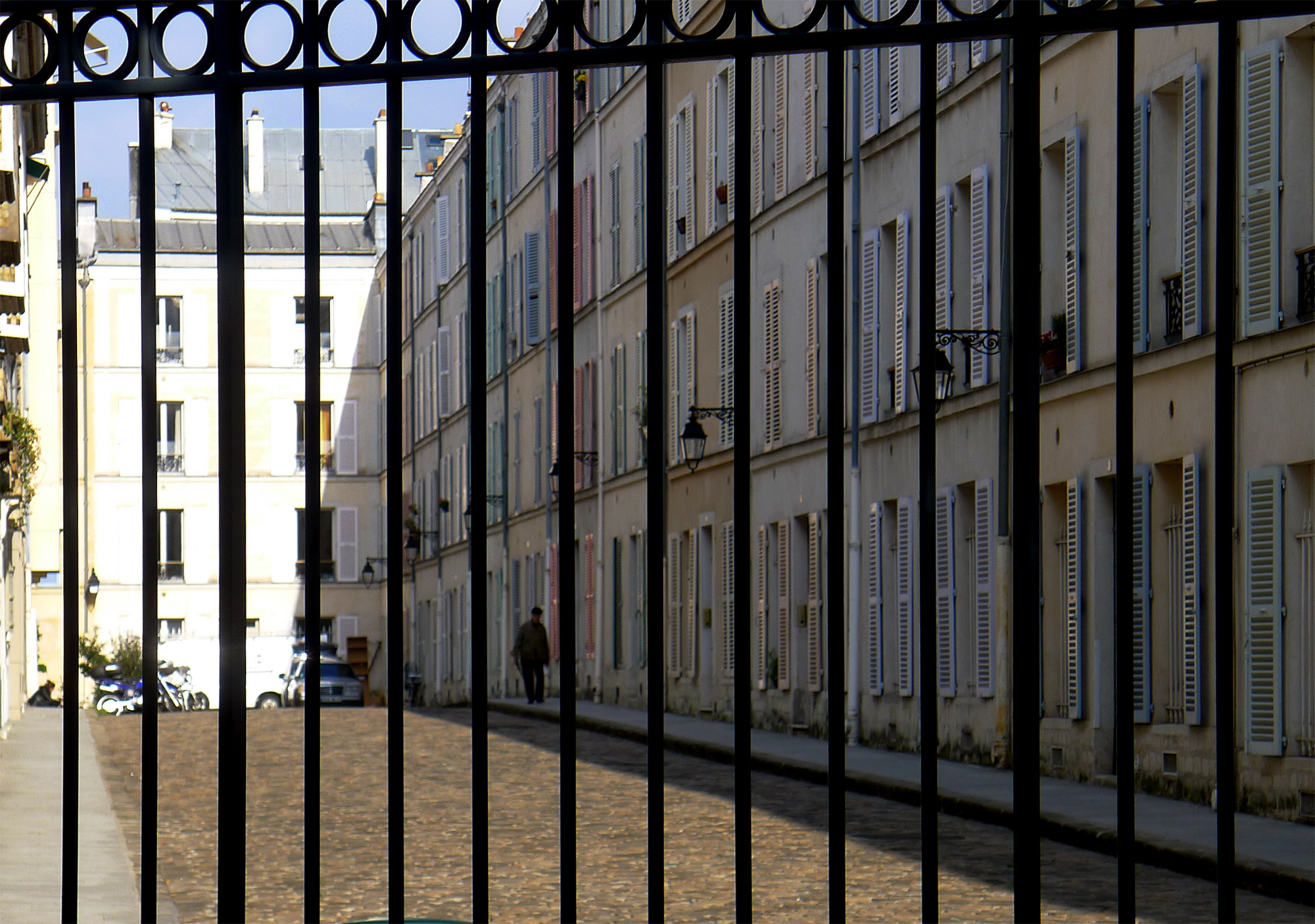
Passage d'Enfer derrière les grilles du boulevard Raspail.

## Bâtiments remarquables et lieux de mémoire
- No  25 : immeuble de l'architecte André Arfvidson en 1911 ; sur la façade, des céramiques et grès flammé d'Alexandre Bigot. Parmi les premiers habitants, André-Hubert Lemaître, ancien élève de l'École nationale supérieure des arts décoratifs. C'est dans cet immeuble que René Jaudon installe son atelier ou École préparatoire aux professorats de dessin et aux concours d'admission à l'école des beaux-arts et des arts décoratifs. Il aura un franc succès. C'est aujourd'hui le siège de l'Académie 25.

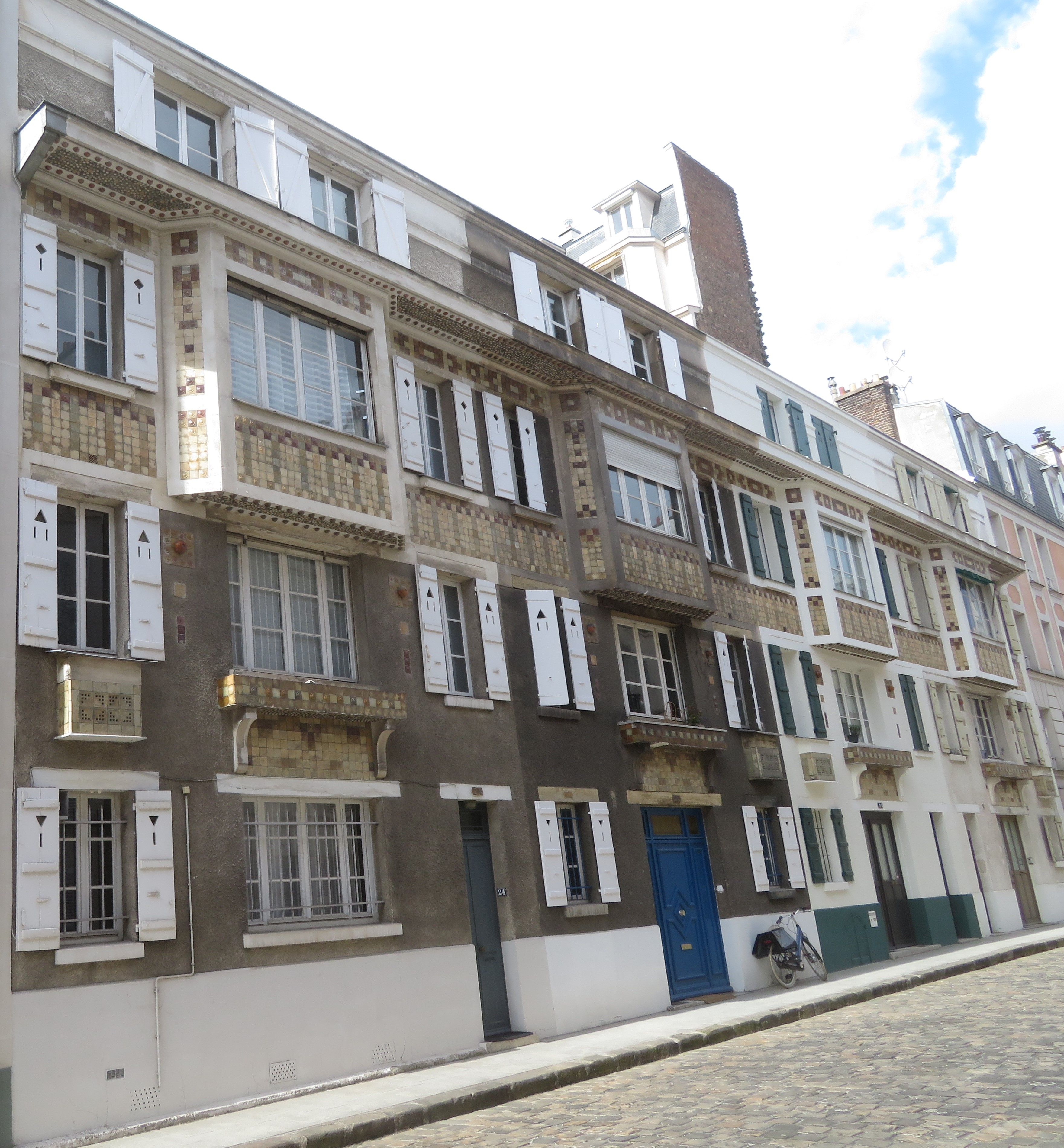
Immeuble 25 passage d'Enfer.
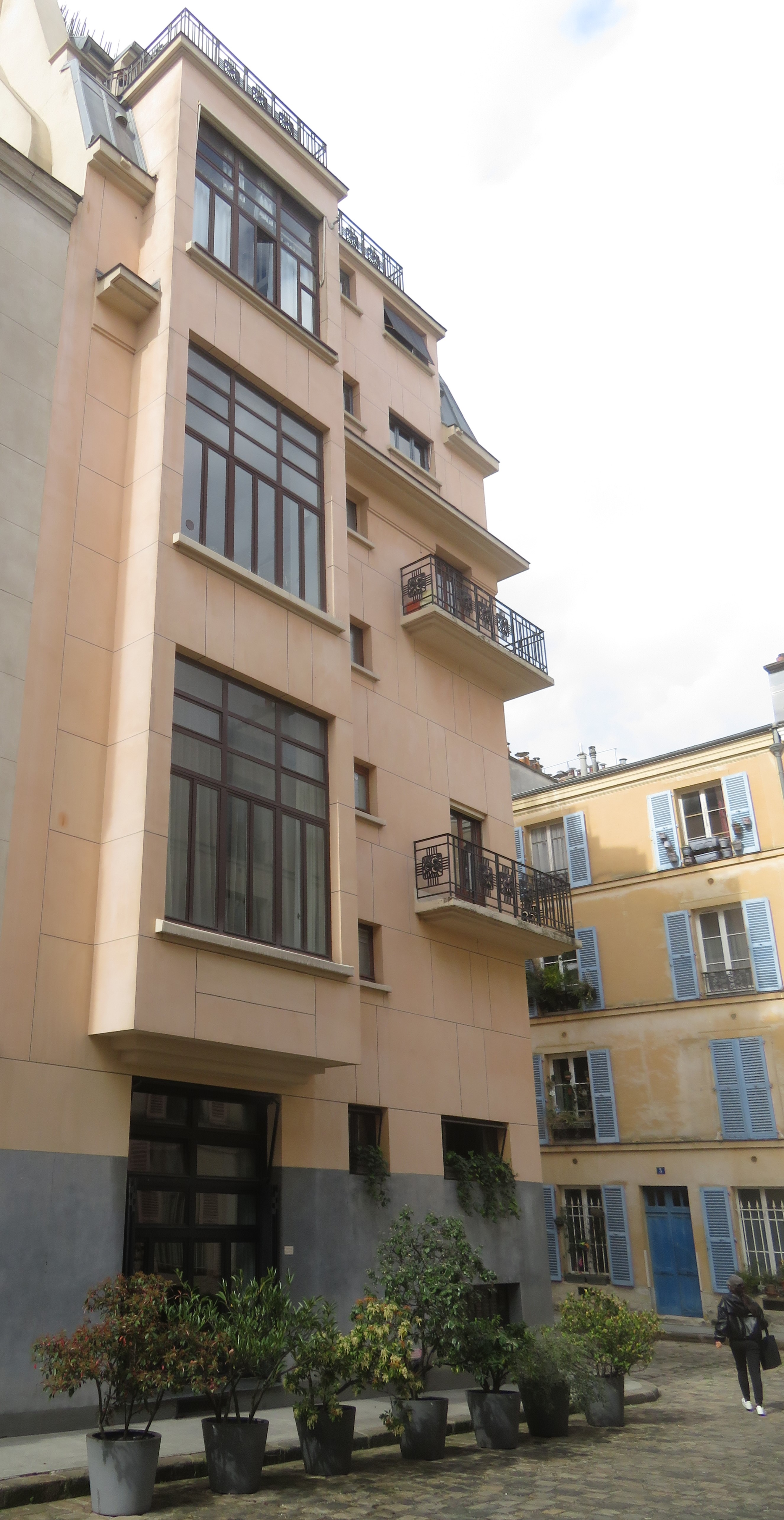
Passage d'Enfer, ateliers d'artistes.

### Littérature
- Un recueil de nouvelles de Didier Daeninckx, ainsi qu'une nouvelle extraite de ce recueil, porte le nom de Passage d'Enfer.
- Rendez-vous passage d’Enfer (2008), un roman écrit par Claude Izner, retraçant l'épopée haussmannienne du libraire Victor Legris dans un Paris qui avance à la lueur de nouvelles mœurs.
- Blèmia Borowicz, héros de la série de romans Les Aventures de Boro, reporter photographe, est domicilié au 21, passage de l'Enfer.